# Daniel Hubertus van den Acker
Daniel Hubertus van den Acker (Eindhoven, 8 april 1833 - Eindhoven, 12 januari 1911) ws een wethouder van de Nederlandse stad Eindhoven. Van den Acker werd geboren als zoon van Martinus van den Acker en Maria Theresia Baekers. Hij was advocaat, kantonrechter en districtsschoolopziener. Op bestuurlijk niveau was hij in Eindhoven lid van de schoolcommissie, raadslid van 1860 tot 1869 en van 1875 tot 1889, en waarnemend wethouder van Eindhoven na het overlijden van wethouder Egidius Martinus Jonckbloet in 1880.
Hij trouwde te Eindhoven op 24 september 1860 met Elisabeth Johanna Maria van Oorschot, dochter van Antonius Franciscus van Oorschot, koopman, en Maria van Iersel, geboren te Eindhoven op 29 maart 1828, overleden in Eindhoven op 10 juni 1889.